# マヌエル・ロドリゲス (投手)
- マニュエル・ロドリゲス

マヌエル・デヘスス・ロドリゲス（Manuel De Jesus Rodríguez, 1996年8月6日 - ）は、メキシコのユカタン州メリダ出身のプロ野球選手（投手）。右投右打。MLBのタンパベイ・レイズ所属。

## 経歴

### プロ入りとメキシカンリーグ時代
2014年にメキシカンリーグのユカタン・ライオンズでプロデビューし、2016年まで同球団に所属した。

### カブス時代
2016年7月にシカゴ・カブスがユカタン・ライオンズに40万ドルを支払う形でロドリゲスを獲得した。この年移籍後は登板しなかった。
2017年は傘下のA-級ユージーン・エメラルズとA級サウスベンド・カブスでプレーし、2チーム合計で16試合に登板して1勝0敗2セーブ、防御率3.94、38奪三振を記録した。
2018年はA級サウスベンドでプレーし、32試合に登板して3勝5敗3セーブ、防御率7.59、64奪三振を記録した。
2019年はA+級マートルビーチ・ペリカンズでプレーし、35試合に登板して1勝3敗2セーブ、防御率3.45、65奪三振を記録した。オフの11月20日にルール・ファイブ・ドラフトでの流出を防ぐために40人枠入りした。
2020年はCOVID-19の影響でマイナーリーグの試合が開催されず、メジャーにも昇格しなかったため、公式戦の登板は無かった。
2021年は5月のマイナーリーグ開幕からAA級テネシー・スモーキーズとAAA級アイオワ・カブスでプレーし、7月にはオールスター・フューチャーズゲームのナショナルリーグ選抜に選出された。7月30日にメジャー初昇格を果たし、同日のワシントン・ナショナルズ戦でメジャーデビュー。この年メジャーでは20試合に登板して3勝3敗1セーブ、防御率6.11、16奪三振を記録した。
2022年は開幕直後に右肘を痛めてから夏場まで故障者リストで過ごし、メジャー復帰は8月26日となった。以降、14試合に登板して2勝0敗4セーブ、防御率3.29、8奪三振を記録した。
2023年1月17日にDFAとなり、24日にマイナー契約となってAAA級アイオワへ配属された。シーズン開幕からはAAA級アイオワでプレーした。

### レイズ時代
2023年8月1日にジョシュ・ロバーソン及びインターナショナル・ボーナス・プール（海外選手契約金枠）とのトレードで、エイドリアン・サンプソンと共にタンパベイ・レイズへ移籍した。移籍後は傘下のAAA級ダーラム・ブルズでプレーし、移籍前を含めた2チーム合計で50試合に登板して4勝4敗14セーブ、防御率3.99、80奪三振を記録した。オフの11月6日にルール・ファイブ・ドラフトでの流出を防ぐために40人枠入りした。

## 投球スタイル
最速99.8mph（約160.6km/h）を誇る速球とスライダーを主体としている。

## 詳細情報

### 年度別投手成績
| 年 度    | 球 団    | 登 板 | 先 発 | 完 投 | 完 封 | 無 四 球 | 勝 利 | 敗 戦 | セ 丨 ブ | ホ 丨 ル ド | 勝 率 | 打 者 | 投 球 回 | 被 安 打 | 被 本 塁 打 | 与 四 球 | 敬 遠 | 与 死 球 | 奪 三 振 | 暴 投 | ボ 丨 ク | 失 点 | 自 責 点 | 防 御 率 | W H I P |
| -------- | -------- | ----- | ----- | ----- | ----- | -------- | ----- | ----- | -------- | ----------- | ----- | ----- | -------- | -------- | ----------- | -------- | ----- | -------- | -------- | ----- | -------- | ----- | -------- | -------- | ------- |
| 2021     | CHC      | 20    | 0     | 0     | 0     | 0        | 3     | 3     | 1        | 1           | .500  | 83    | 17.2     | 18       | 3           | 12       | 1     | 1        | 16       | 1     | 0        | 18    | 12       | 6.11     | 1.70    |
| 2022     | CHC      | 14    | 0     | 0     | 0     | 0        | 2     | 0     | 4        | 2           | 1.000 | 57    | 13.2     | 10       | 1           | 9        | 0     | 0        | 8        | 2     | 0        | 6     | 5        | 3.29     | 1.39    |
| 2024     | TB       | 40    | 0     | 0     | 0     | 0        | 3     | 4     | 2        | 11          | .429  | 158   | 37.2     | 29       | 3           | 11       | 1     | 5        | 34       | 2     | 0        | 13    | 9        | 2.15     | 1.06    |
| MLB：3年 | MLB：3年 | 74    | 0     | 0     | 0     | 0        | 8     | 7     | 7        | 14          | .533  | 298   | 69.0     | 57       | 7           | 32       | 2     | 6        | 58       | 5     | 0        | 37    | 26       | 3.39     | 1.29    |

- 2024年度シーズン終了時

### 年度別守備成績
| 年 度 | 球 団 | 投手（P） | 投手（P） | 投手（P） | 投手（P） | 投手（P） | 投手（P） |
| 年 度 | 球 団 | 試 合     | 刺 殺     | 補 殺     | 失 策     | 併 殺     | 守 備 率  |
| ----- | ----- | --------- | --------- | --------- | --------- | --------- | --------- |
| 2021  | CHC   | 20        | 1         | 3         | 1         | 0         | .800      |
| 2022  | CHC   | 14        | 0         | 1         | 0         | 0         | 1.000     |
| 2024  | TB    | 40        | 1         | 4         | 0         | 0         | 1.000     |
| MLB   | MLB   | 74        | 2         | 8         | 1         | 0         | .909      |

- 2024年度シーズン終了時

### 記録
MiLB
- オールスター・フューチャーズゲーム選出：1回（2021年）

### 背番号
- 39（2021年 - 2022年、2024年 - ）